# Urdiales de Colinas
Urdiales de Colinas es una localidad  perteneciente al municipio de Igüeña en la comarca de El Bierzo, Provincia de León, comunidad autónoma de Castilla y León, España.
Situado en la cabecera del Río Urdiales, afluente del Río Boeza, y este del Río Sil.
Los terrenos de Urdiales de Colinas limitan con Salentinos al norte, Los Montes de la Ermita al este, Quintana de Fuseros y Noceda del Bierzo al sur, y Pardamaza y Primout al oeste.
- Datos: Q65572498